# Парагульгов, Магомед Абукарович
Магомед Абукарович Парагульгов (род. 26 марта 1994, Алма-Ата) — казахстанский футболист, полузащитник. Выступал за национальную сборную Казахстана.

## Карьера
Уроженец города Алматы в возрасте 5 лет вместе с семьей перебрался в Бельгию, где обучался в молодёжных командах «Рупель Бума» и «Антверпена». Через несколько лет семья вернулась в Казахстан и Парагульгов перешел в академию алма-атинской «Цесны». В 2009 году вместе с 26 юношами из разных городов Казахстана отправился учиться в академию бразильского «Оле Бразил».
В 2012 году стал игроком алматинского «Кайрата».
В 2015 году был арендован клубом «Спартак» (Семей).
В 2018 году дебютировал за национальную сборную Казахстана.

## Достижения
«Кайрат»
- Вице-чемпион Казахстана: 2018

## Клубная статистика
| Игровая карьера | Игровая карьера | Игровая карьера | Лига | Лига | Кубок | Кубок | Межд. | Межд. | Др. | Др. |
| --------------- | --------------- | --------------- | ---- | ---- | ----- | ----- | ----- | ----- | --- | --- |
| 2021            | Торпедо         | А               | 8    | 0    | —     | —     | —     | —     | —   | —   |
| 2022            | Атырау          | А               | 7    | 0    | —     | —     | —     | —     | —   | —   |
| 2024            | Хан-Тенгри      | Б               | 1    | 0    | —     | —     | —     | —     | —   | —   |